# کایانی
کایانی (به لاتین: Kajaani) یک شهرک در فنلاند است که در کاینو واقع شده‌است.
مساحت این شهر ۲٬۲۶۴٫۰۱ کیلومتر مربع و جمعیت در سال ۲۰۱۴ میلادی ۳۷٬۸۳۶ نفر بوده است.

## خواهرخوانده
شهرهای روستوف-نا-دونو، Östersund Municipality، مارکیوت، میشیگان، جیاجیانگ، بایون و نیرگهزا خواهرخوانده‌های کایانی هستند.

## نگارخانه

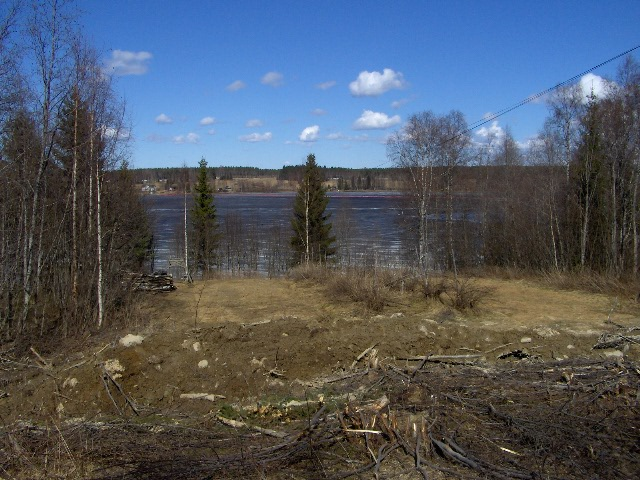
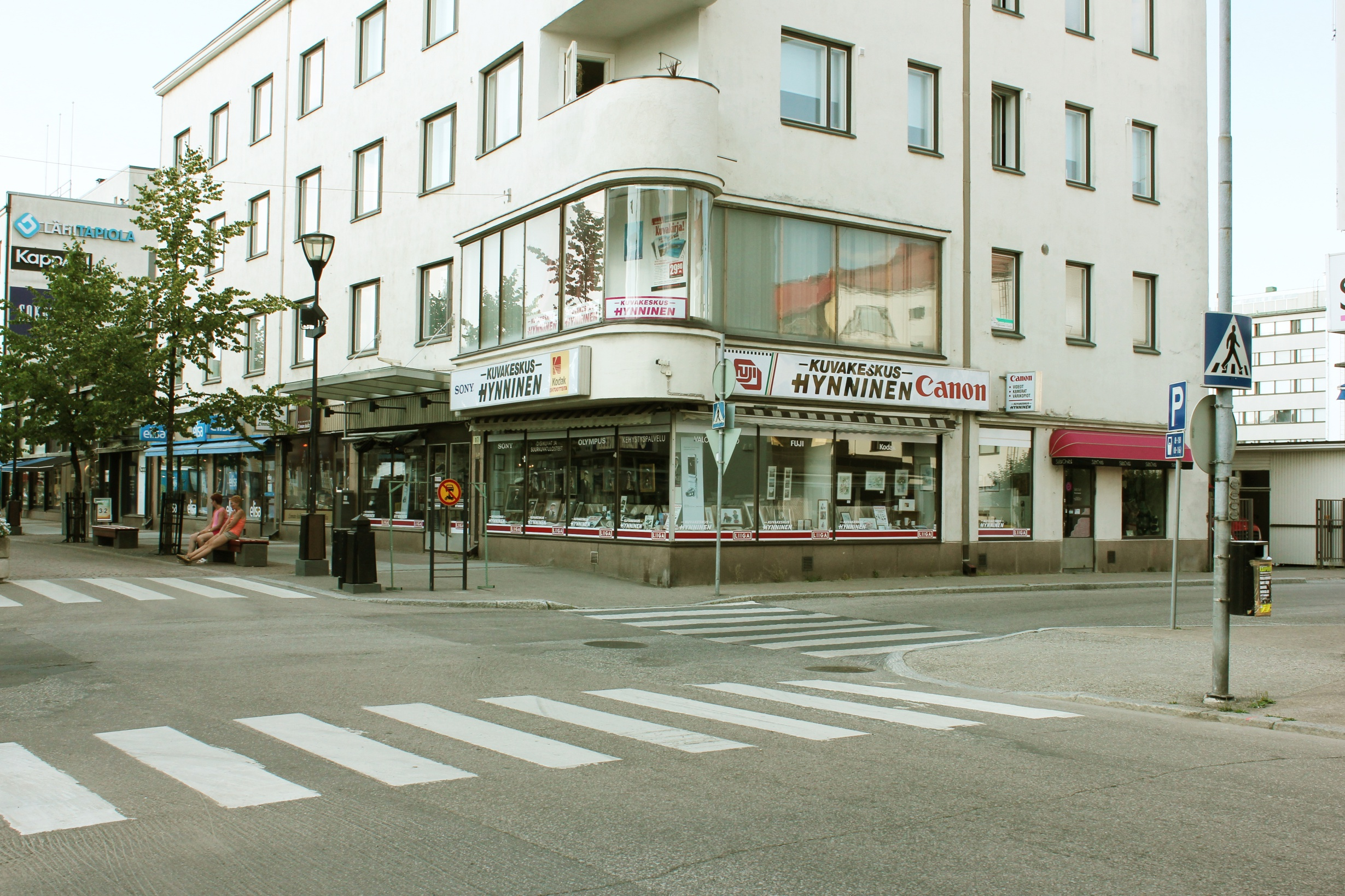
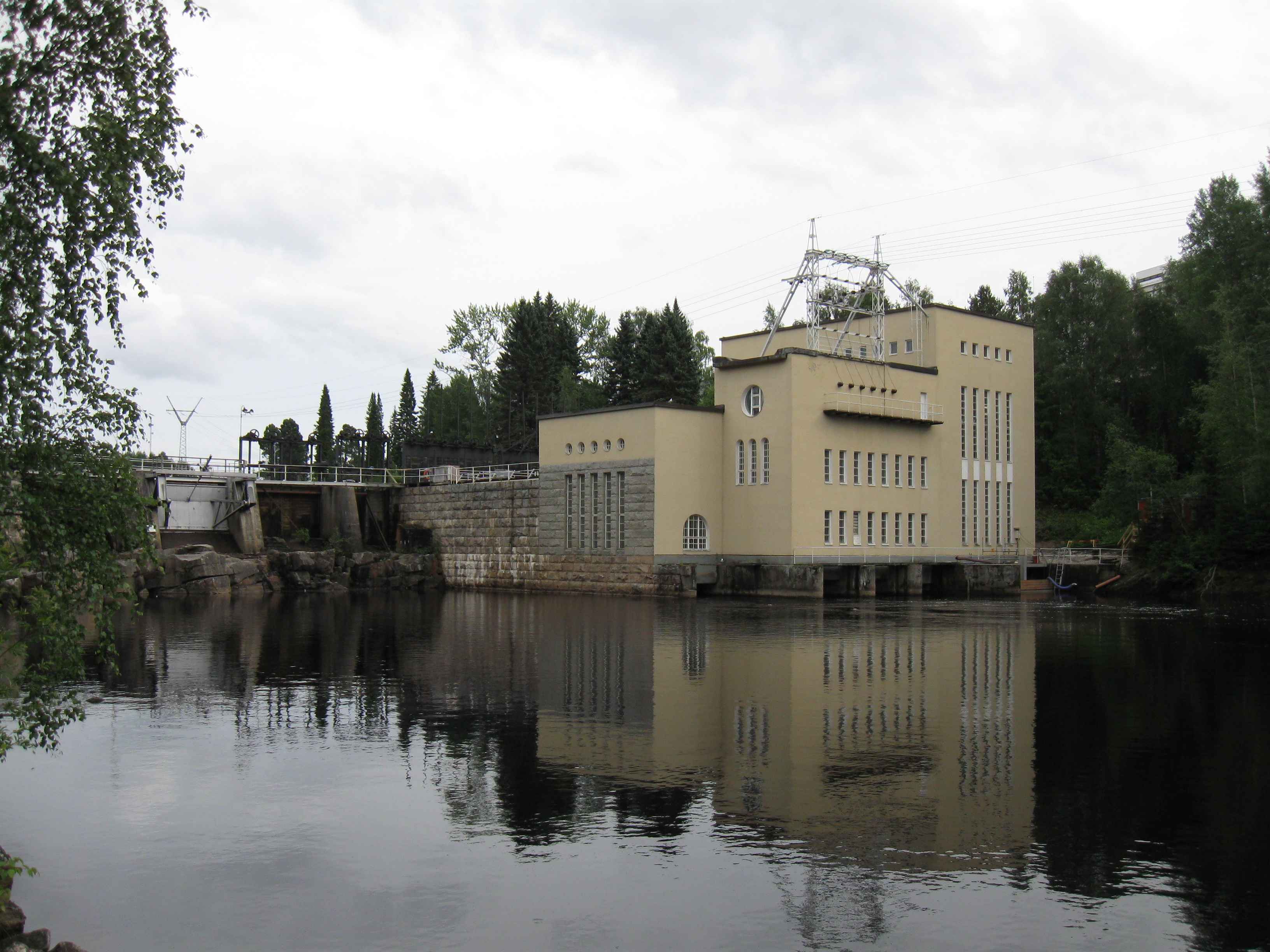
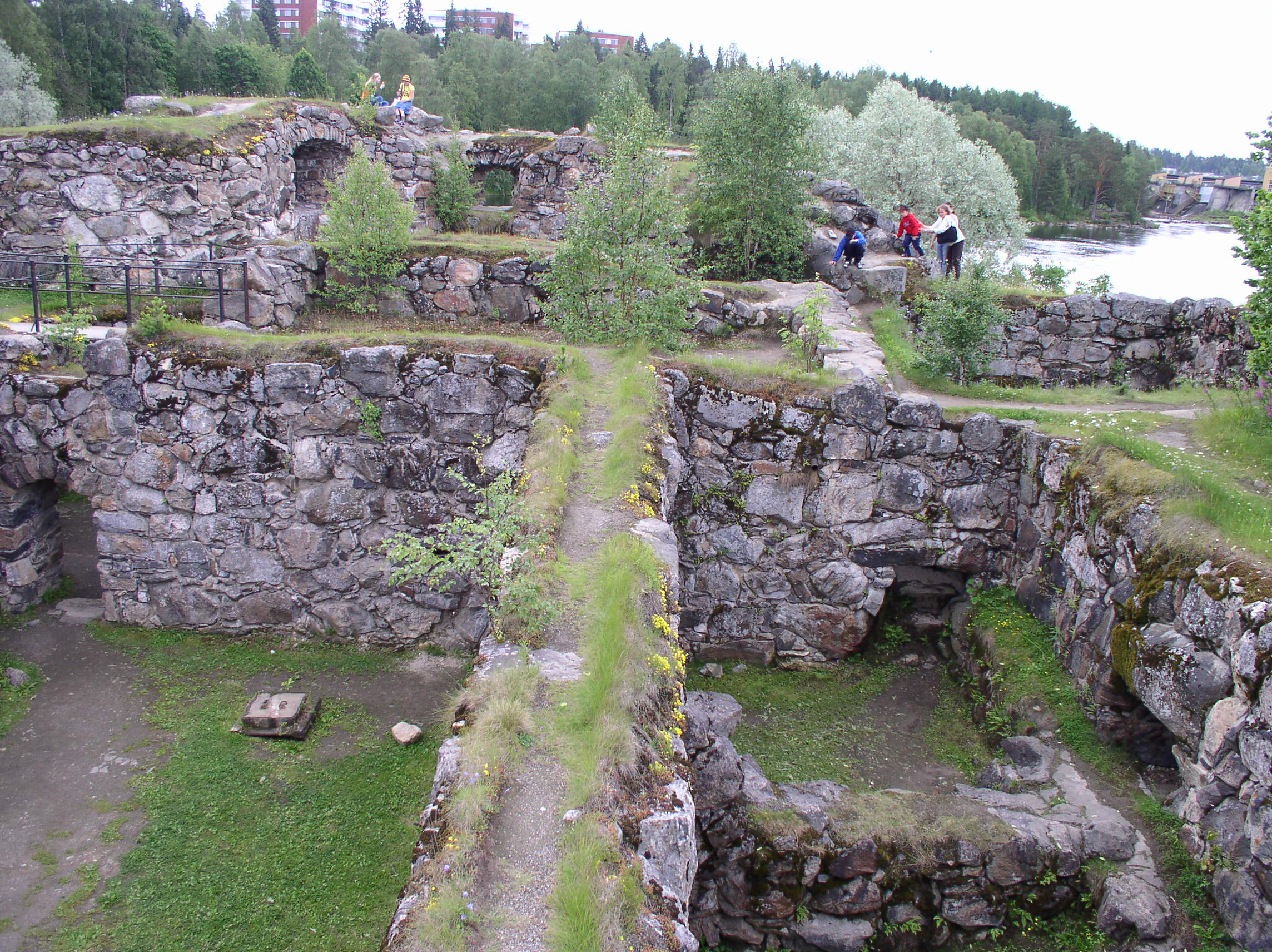
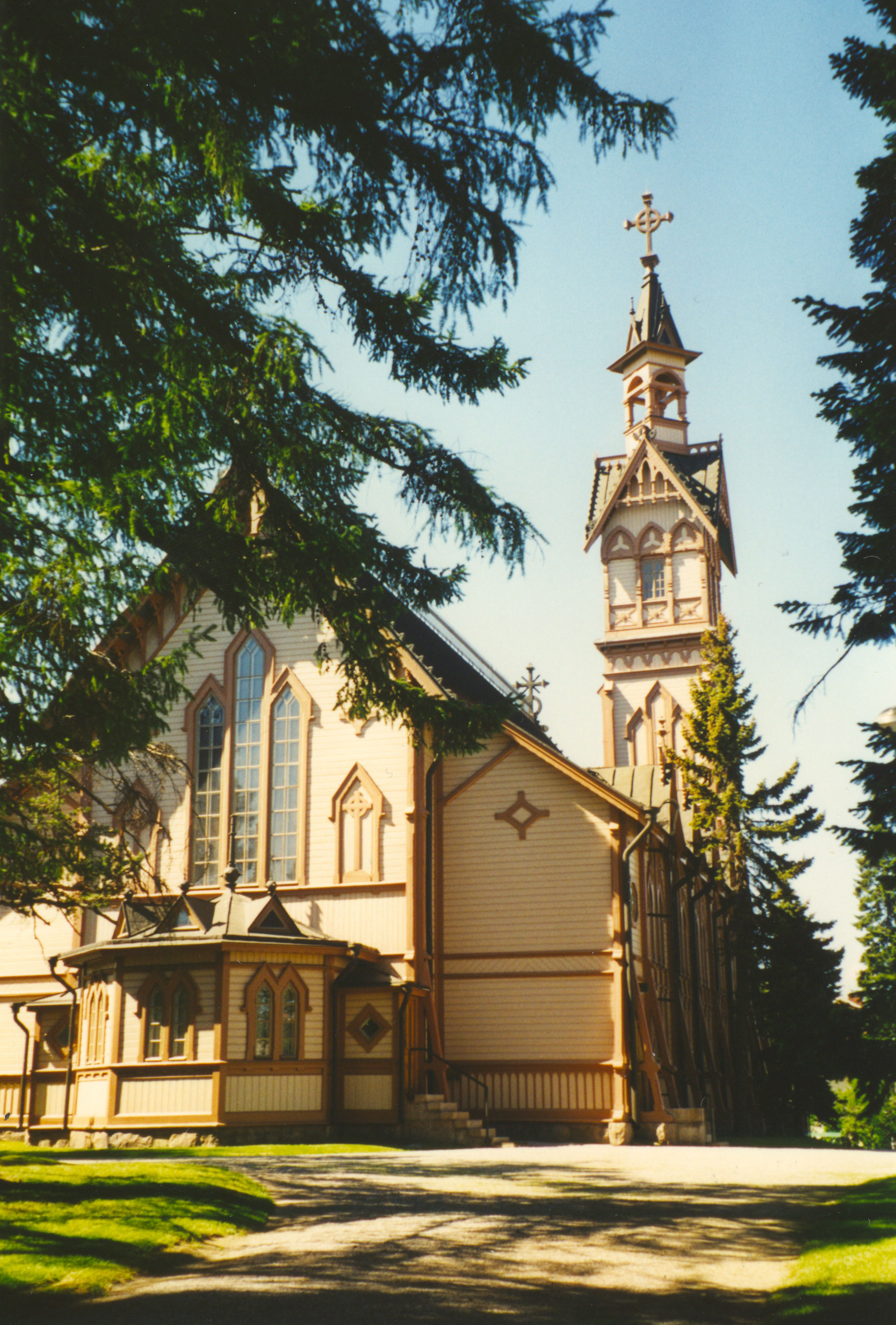
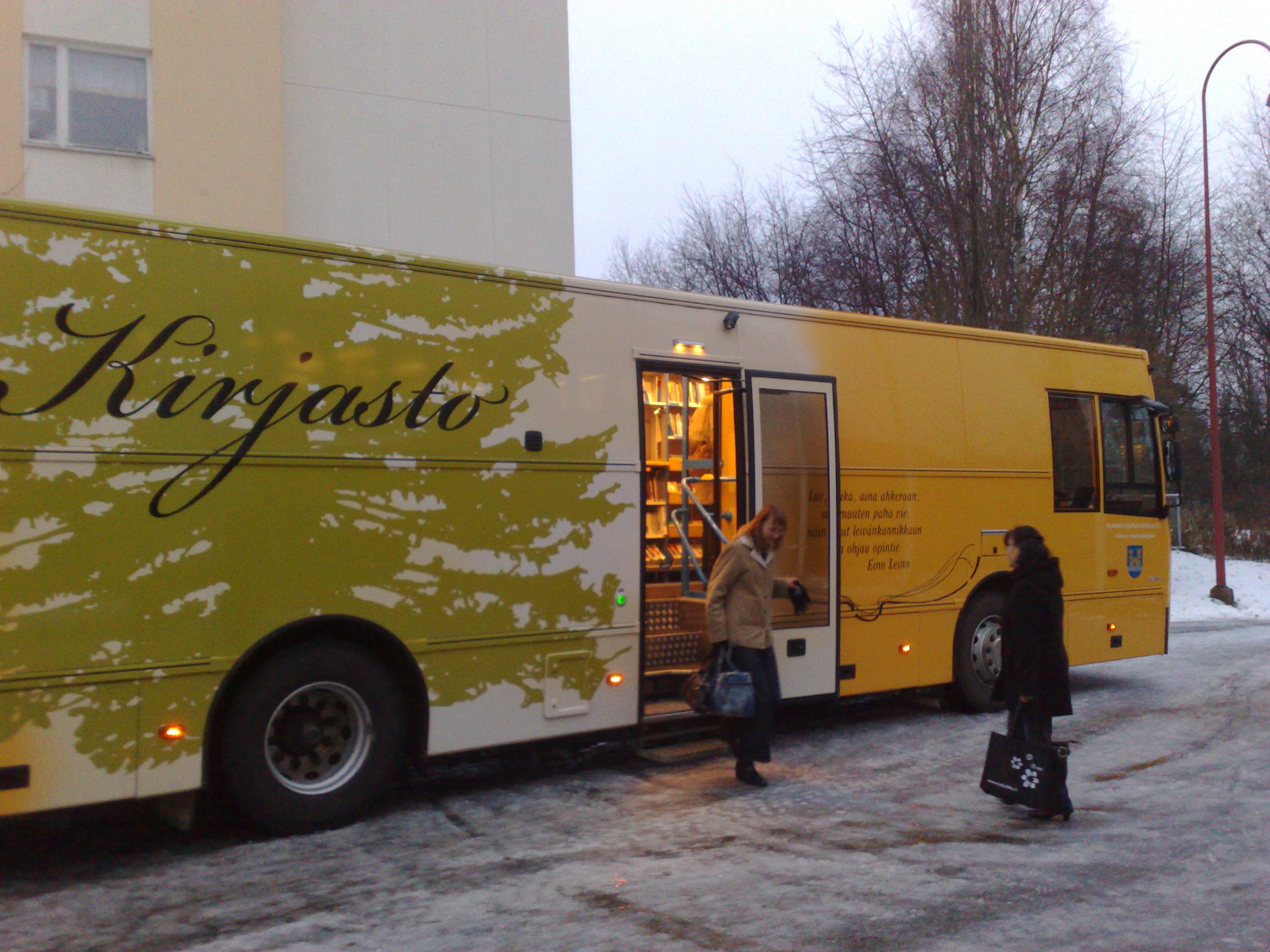
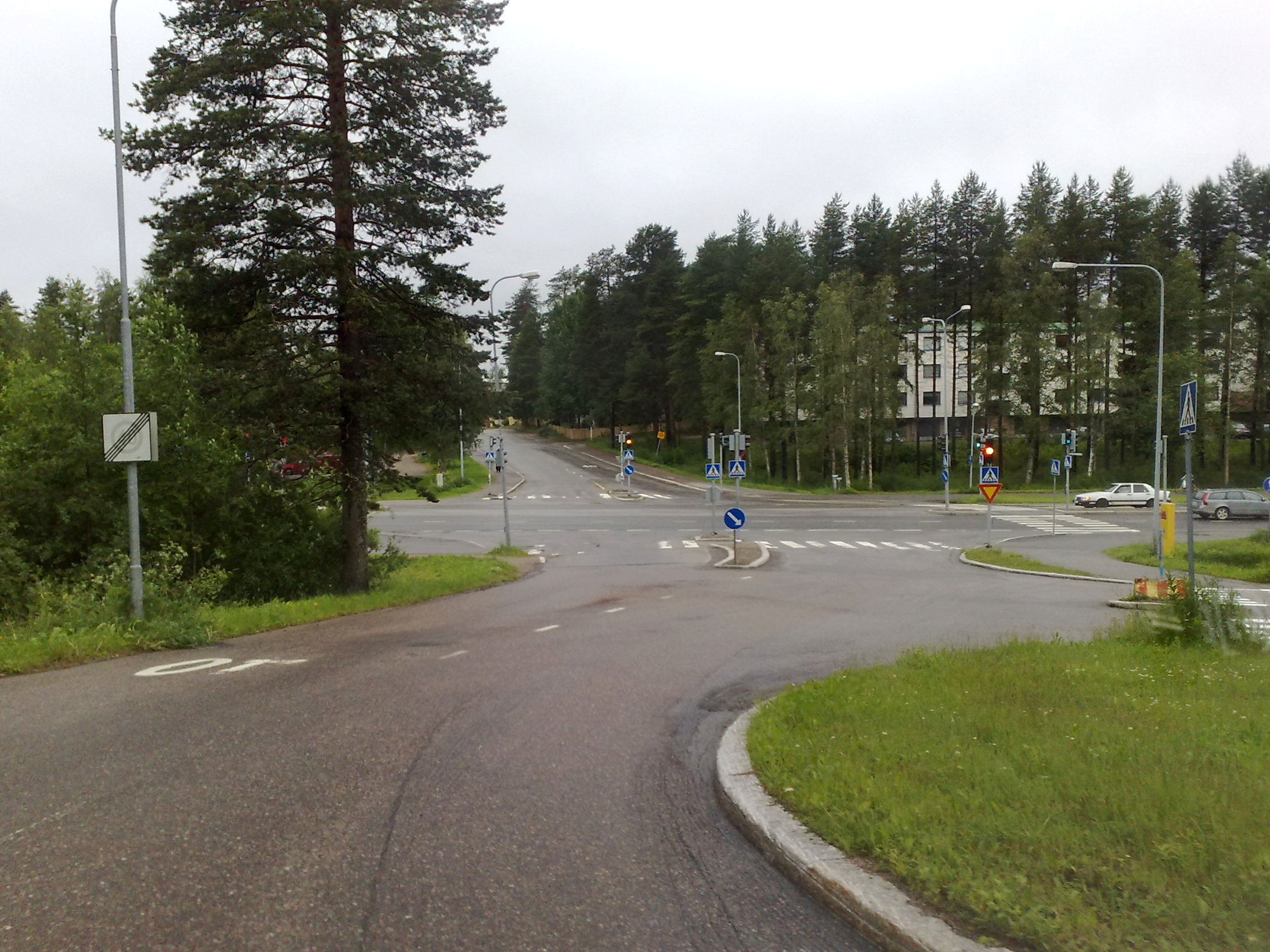
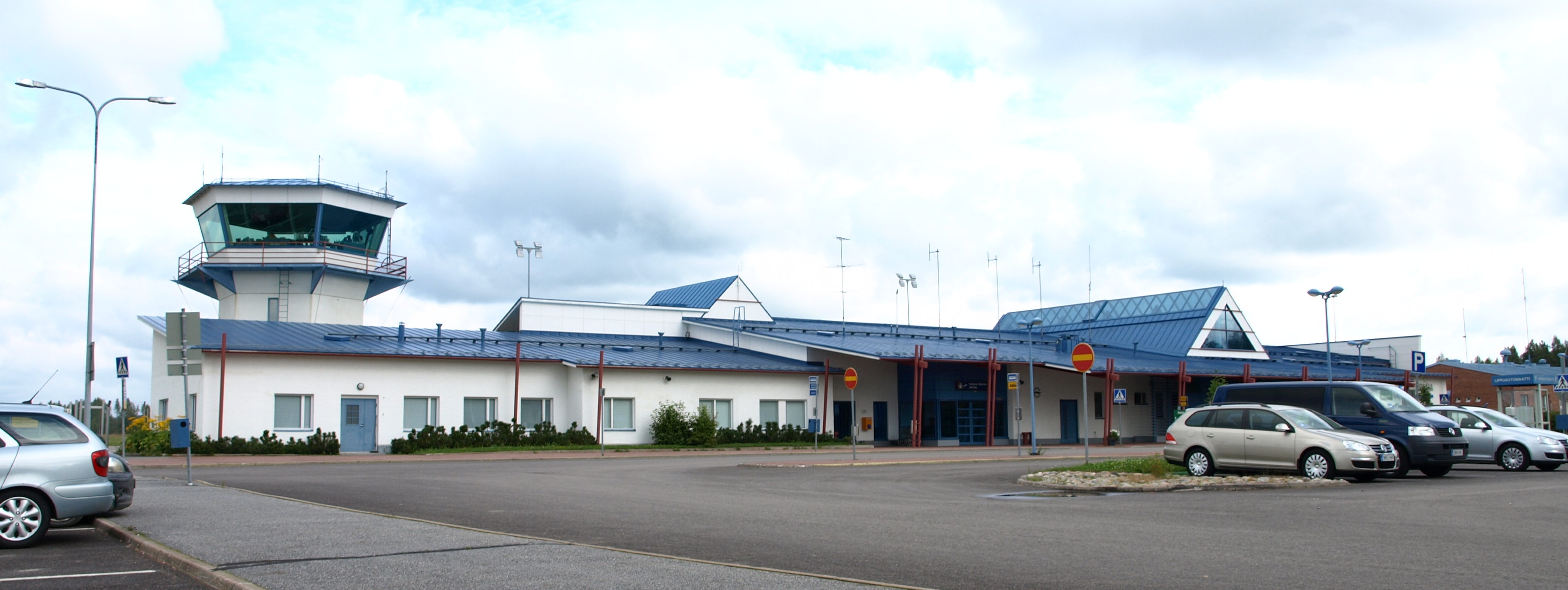